# Clidemia simpsonii
Clidemia simpsonii är en tvåhjärtbladig växtart som beskrevs av John Julius Wurdack. Clidemia simpsonii ingår i släktet Clidemia och familjen Melastomataceae. Inga underarter finns listade i Catalogue of Life.